# Philonotis gardneri
Philonotis gardneri är en bladmossart som beskrevs av Georg Friedrich von Jaeger 1875. Philonotis gardneri ingår i släktet källmossor, och familjen Bartramiaceae. Inga underarter finns listade i Catalogue of Life.